# U-521 (tàu ngầm Đức)
U-521 là một tàu ngầm tấn công  Lớp Type IX thuộc phân lớp Type IXC được Hải quân Đức Quốc Xã chế tạo trong Chiến tranh Thế giới thứ hai. Nhập biên chế năm 1942, nó đã thực hiện được ba chuyến tuần tra, đánh chìm ba tàu buôn với tổng tải trọng 19.551 GRT cùng một tàu chiến phụ trợ tải trọng 750 GRT. Trong chuyến tuần tra cuối cùng, U-521 bị tàu săn ngầm USS PC-565 của Hải quân Hoa Kỳ đánh chìm trong Đại Tây Dương ngoài khơi Virginia vào ngày 2 tháng 6, 1943.

## Thiết kế và chế tạo

### Thiết kế
Thiết kế của tàu ngầm Type IXC có kích thước hơi nhỉnh hơn so với phân lớp Type IXB dẫn trước. Chúng có trọng lượng choán nước 1.120 t (1.100 tấn Anh) khi nổi và 1.232 t (1.213 tấn Anh) khi lặn. Con tàu có chiều dài chung 76,76 m (251 ft 10 in), lớp vỏ trong chịu áp lực dài 58,75 m (192 ft 9 in), mạn tàu rộng 6,76 m (22 ft 2 in), chiều cao 9,60 m (31 ft 6 in) và mớn nước 4,70 m (15 ft 5 in).
Chúng trang bị hai động cơ diesel MAN M 9 V 40/46 siêu tăng áp 9-xy lanh 4 thì, tổng công suất 4.400 PS (3.200 kW; 4.300 bhp), dẫn động hai trục chân vịt đường kính 1,92 m (6,3 ft), cho phép đạt tốc độ tối đa 18,3 kn (33,9 km/h), và tầm hoạt động tối đa 13.450 nmi (24.910 km) khi đi tốc độ đường trường 10 kn (19 km/h). Khi đi ngầm dưới nước, chúng sử dụng hai động cơ/máy phát điện Siemens-Schuckert 2 GU 345/34 tổng công suất 1.000 PS (740 kW; 990 shp). Tốc độ tối đa khi lặn là 7,3 kn (13,5 km/h), và tầm hoạt động 63 nmi (117 km) ở tốc độ 4 kn (7,4 km/h). Con tàu có khả năng lặn sâu đến 230 m (750 ft).
Vũ khí trang bị có sáu ống phóng ngư lôi 53,3 cm (21 in), bao gồm bốn ống trước mũi và hai ống phía đuôi, và mang theo tổng cộng 22 quả ngư lôi 53,3 cm (21 in). Tàu ngầm Type IX trang bị một hải pháo 10,5 cm (4,1 in) SK C/32 với 110 quả đạn, một pháo phòng không 3,7 cm (1,5 in) SK C/30 và hai pháo phòng không 2 cm (0,79 in) C/30. Thủy thủ đoàn bao gồm 4 sĩ quan và 44 thủy thủ.

### Chế tạo
U-521 được đặt hàng vào ngày 14 tháng 2, 1940, và được đặt lườn tại xưởng tàu Deutsche Werft ở Hamburg vào ngày 3 tháng 7, 1941. Nó được hạ thủy vào ngày 17 tháng 3, 1942, và nhập biên chế cùng Hải quân Đức Quốc Xã vào ngày 3 tháng 6, 1942 dưới quyền chỉ huy của Hạm trưởng, Đại úy Hải quân Klaus Bargsten.

## Lịch sử hoạt động
Sau khi hoàn tất việc chạy thử máy và huấn luyện trong thành phần Chi hạm đội U-boat 4, U-521 được điều sang Chi hạm đội U-boat 2 từ ngày 1 tháng 10, 1942 để hoạt động trên tuyến đầu cho đến khi bị mất.

### Chuyến tuần tra thứ nhất
Sau khi di chuyển từ cảng Kiel, Đức đến cảng Kristiansand, Na Uy vào đầu tháng 10, 1942, U-521 xuất phát từ đây vào ngày 6 tháng 10 cho chuyến tuần tra đầu tiên trong chiến tranh. Nó tiến ra Bắc Hải, rồi băng qua khe GI-UK giữa các quần đảo Shetland và Faroe để vòng qua quần đảo Anh, và tiếp tục băng qua suốt Bắc Đại Tây Dương để hoạt động về phía Đông Nam Greenland và phía Đông Bắc Newfoundland, Canada.
Đang khi tiếp cận Đoàn tàu SC-107 vào ngày 31 tháng 10, chiếc tàu ngầm bị một máy bay ném bom Lockheed Hudson tấn công, và bị hư hại nhẹ. Đến ngày 2 tháng 11, U-521 phóng bốn quả ngư lôi tấn công Đoàn tàu SC-107, đánh chìm chiếc tàu buôn Anh Hartington 5.496 GRT, vốn đã bị hư hại do trúng ngư lôi từ tàu ngầm U-522, ở vị trí khoảng 450 nmi (830 km) về phía Đông đảo Bell, Newfoundland. Sang ngày hôm sau 3 tháng 11, nó phóng thêm ba quả ngư lôi tấn công Đoàn tàu SC-107, đánh chìm chiếc tàu chở dầu Hoa Kỳ Hahira 6.855 GRT ở vị trí khoảng 400 nmi (740 km) về phía Nam mũi Farewell, Greenland.
U-521 kết thúc chuyến tuần tra khi quay trở về cảng Lorient bên bờ Đại Tây Dương của Pháp đã bị Đức chiếm đóng, đến nơi vào ngày 8 tháng 12.

### Chuyến tuần tra thứ ba - Bị mất
U-521 khởi hành từ Lorient vào ngày 5 tháng 5, cho chuyến tuần tra thứ ba, cũng là chuyến cuối cùng, và lại băng qua suốt Bắc Đại Tây Dương để hoạt động dọc theo vùng bờ Đông Hoa Kỳ ngoài khơi mũi Hatteras, Bắc Carolina. Tại đây vào ngày 30 tháng 5, nó đụng độ với những máy bay tuần tra và hai  tàu khu trục đối phương, nhưng nó đã không bị phát hiện. Sang ngày 2 tháng 6, lúc đang đi ngầm ở độ sâu 31 m (102 ft) lúc khoảng 12 giờ 00, chiếc tàu ngầm nghe thấy tiếng chân vịt của tàu đối phương, nhưng âm thanh nhỏ dần và biến mất. Ba mươi phút sau đó, trong khi hộ tống cho Đoàn tàu NG-365, tàu săn ngầm USS PC-565 của Hải quân Hoa Kỳ dò được tín hiệu sonar một tàu ngầm đối phương, nên đổi hướng để tiếp cận mục tiêu, rồi đến 12 giờ 39 phút đã thả một loạt năm quả mìn sâu được cài đặt để kích nổ ở độ sâu 100 ft (30 m)
Cùng lúc đó, U-521 lại nghe thấy âm thanh chân vịt tàu đối phương, nhưng nó chưa kịp phản ứng thì các quả mìn sâu kích nổ, khiến chiếc U-boat bị hư hại nghiêm trọng. Động cơ dừng, mất ánh sáng, các bánh lái chuyển hướng và độ sâu không hoạt động, nước rò rỉ vào phòng chỉ huy, và chiếc tàu ngầm chìm xuống đến độ sâu 150 m (490 ft). Đại úy Bargsten hạm trưởng buộc phải đẩy nước ra khỏi các thùng dằn để trồi lên mặt nước nhằm đánh giá thiệt hại và tìm cách khắc phục. Khi U-521 trở lên mặt biển, PC-565 ở cách nó 350 m (380 yd) và bắt đầu nả pháo Oerlikon 20 mm nhằm vào mục tiêu, bắn trúng nhiều phát vào tháo chỉ huy. Khi khẩu pháo kẹt đạn, PC-565 chuyển hướng để húc vào chiếc tàu ngầm, trong khi một tàu hộ tống khác pháo hạm USS Brisk (PG-89), đi đến để trợ giúp PC-565.
Khi tình thế hoàn toàn tuyệt vọng, Đại úy Bargsten ra lệnh cho thủy thủ dưới quyền đánh đắm tàu và bỏ tàu. Nước tràn qua cửa nắp vào phòng điều khiển khi chiếc U-boat bất ngờ chìm nhanh chóng, và đắm tại tọa độ 37°43′B 73°16′T / 37,717°B 73,267°T. Đại úy Bargsten là người duy nhất sống sót được cứu vớt và bị bắt làm tù binh chiến tranh, 50 người khác còn lại trên tàu đều đã tử trận.

### "Bầy sói" tham gia
U-521 từng tham gia ba bầy sói:
- Kreuzotter (8 – 21 tháng 11, 1942)
- Rochen (27 tháng 1 – 28 tháng 2, 1943)
- Tümmler (12 – 22 tháng 3, 1943)

### Tóm tắt chiến công
U-521 đã đánh chìm được ba tàu buôn với tổng tải trọng 19.551 GRT cùng một tàu chiến phụ trợ tải trọng 750 GRT:
| Ngày             | Tên tàu       | Quốc tịch              | Tải trọng | Số phận      |
| ---------------- | ------------- | ---------------------- | --------- | ------------ |
| 2 tháng 11, 1942 | Hartington    | United Kingdom         | 5.496     | Bị đánh chìm |
| 3 tháng 11, 1942 | Hahira        | United States          | 6.855     | Bị đánh chìm |
| 8 tháng 2, 1943  | HMT Bredon    | Hải quân Hoàng gia Anh | 750       | Bị đánh chìm |
| 18 tháng 3, 1943 | Molly Pitcher | United States          | 7.200     | Bị đánh chìm |